# Senckenberg Gesellschaft für Naturforschung
Als Naturforschende Gesellschaft widmet sich die gemeinnützige Senckenberg Gesellschaft für Naturforschung (SGN) den Bio- und den Geowissenschaften, ihre Forschungsschwerpunkte liegen in Biodiversität, Evolution und Globaler Erwärmung. Dies hat das Ziel, natürliche Ressourcen zu erhalten und biologische Arten zu schützen.
Ein weiteres Anliegen der SGN ist die Vermittlung von Wissenschaft an „Nicht-Wissenschaftler“, wofür sie unter anderem das Senckenberg Naturmuseum in Frankfurt, die Senckenberg Naturhistorische Sammlungen Dresden und das Senckenberg Museum für Naturkunde Görlitz betreibt.
Die Senckenberg Gesellschaft für Naturforschung ist das größte Mitglied der von Bund und Ländern (Deutschland) geförderten Leibniz-Gemeinschaft und hat ihren Hauptsitz in Frankfurt am Main. Sie ist eng verbunden mit der Goethe-Universität und ihren Vorgängereinrichtungen, mit der sie eine lange gemeinsame Geschichte teilt.

## Die Gesellschaft
Laut Satzung der SGN ist es ihre Aufgabe „Naturforschung zu betreiben“ und „die Forschungsergebnisse der Allgemeinheit durch Museen und Sonderausstellungen, durch Vorträge, geeignete Veranstaltungen und Publikationen zugänglich zu machen.“ Zur Erfüllung dieser Aufgaben unterhält die Gesellschaft acht Forschungsinstitute und drei Naturmuseen an zwölf Standorten in Deutschland. Insgesamt beschäftigt sie knapp 900 Mitarbeiter, davon über 300 Wissenschaftler (Stand November 2024).
Die Gesellschaft ist ein rechtsfähiger Verein gemäß § 22 BGB. Gegen einen Jahresbeitrag können alle natürlichen und juristischen Personen sowie handelsgerichtlich eingetragenen Firmen Mitglied werden. Die über 7500 Mitglieder (Stand November 2016) wählen auf der jährlichen Mitgliederversammlung den Verwaltungsrat. Er setzt sich aus Mitgliedern, Zuwendungsgebern aus Bund und Ländern sowie Vertretern der Stadt Frankfurt am Main zusammen. Der Rat wiederum bestimmt das Direktorium als operatives Leitungsgremium und den ehrenamtlichen Präsidenten oder die ehrenamtliche Präsidentin der Gesellschaft. Von 2005 bis Ende 2020 war Volker Mosbrugger Direktor der Gesellschaft, Anfang Januar 2021 übernahm Klement Tockner die Nachfolge Mosbruggers als Generaldirektor der Senckenberg Gesellschaft. Beate Heraeus war von 2012 bis 2023 ihre Präsidentin. Seitdem hat Carsten Kratz das Amt inne.
Die Gesellschaft ist das größte Mitglied der Leibniz-Gemeinschaft und erhält als solches die gemeinsame Forschungsförderung von Bund und Ländern. Im Leibniz-Verbund Biodiversität arbeitet sie mit anderen Leibniz-Einrichtungen zusammen, die auch Naturforschung betreiben.

## Forschung

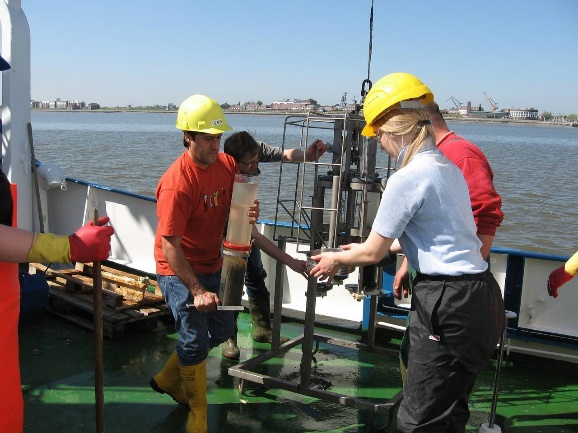
Wissenschaftler auf dem Senckenberg Forschungskutter in der Nordsee

Zentraler Forschungsgegenstand der SGN ist die Vielfalt des Lebens, die Biodiversität. Außerdem wird untersucht, wie sie mit den anderen geowissenschaftlichen Teilsystemen der Erde – Atmosphäre, Wasser, Eis, Boden und Gestein – zusammenhängt und interagiert. Für diesen integrativen Forschungsansatz verwendet Senckenberg selbst den Begriff „Geobiodiversitätsforschung“. Dabei werden sowohl Vergangenheit und Gegenwart untersucht als auch zukünftige Entwicklungen modelliert. Ziel der Forschung ist ein umfassendes Verständnis des Lebens auf der Erde, um es effektiv schützen und erhalten zu können. Die Forschung bei Senckenberg gliedert sich in vier Bereiche, die standortübergreifend bearbeitet werden:
- Biodiversität, Systematik und Evolution: Erforschung von Organismen und ihrer Evolution, z. B. die Beschreibung neuer Arten und die Erweiterung der wissenschaftlichen Sammlungen

Beispiel: Im Senckenberg-Kompetenzzentrum für Dinoflagellaten werden die für aquatische Nahrungsnetze zentralen Einzeller taxonomisch beschrieben, erforscht und das vorhandene Wissen im Internet verfügbar gemacht.
- Biodiversität und Umwelt: Untersuchungen der Lebensräume auf der Erde mit Forschungsschwerpunkten z. B. in der Naturschutzforschung oder in der Auswertung von Langzeitmessreihen

Beispiel: Am Senckenberg Naturkundemuseum in Görlitz wird die Rolle von Bodenorganismen bei der Entwicklung von Substrat aus Tagebauen zu fruchtbarem Humus untersucht.
- Biodiversität und Klima: Analyse der Zusammenhänge zwischen der Veränderung der Biodiversität und den Veränderungen des Klimas

Beispiel: Das Senckenberg Biodiversität und Klima Forschungszentrum erforscht die Ausbreitung und Bekämpfung von Dengue-Fieber und Malaria. Die durch Zahl der durch Mückenstiche übertragenen Infektionen steigt durch den Klimawandel weltweit an, auch in Europa
- Biodiversität und Erdsystem-Dynamik: Untersuchung geologischer Prozesse und ihrer Rolle bei der Veränderung der Biosphäre

Beispiel: Senckenberger Wissenschaftler erforschen, wie die Entstehung des Himalaya-Gebirges die Evolution der dortigen Organismen und ihrer Lebensräume beeinflusste und die Region besonders artenreich machte.
Senckenberg betreibt acht Forschungsinstitute an zwölf Standorten in Deutschland, die die oben genannten vier Forschungsbereiche mit jeweils unterschiedlichen Schwerpunkten bearbeiten:
| Institut                                                       | Standorte                                        | Forschungsschwerpunkte |
| -------------------------------------------------------------- | ------------------------------------------------ | --- |
| Senckenberg Forschungsinstitut, Frankfurt am Main              | - Frankfurt - Gelnhausen - Grube Messel - Weimar | - Botanik - molekulare Evolution - Marine Zoologie - Paläontologie - historische Geologie - Terrestrische Zoologie - Fließgewässerökologie - Naturschutzforschung - Messelforschung - Paläoanthropologie - Quartärpaläontologie |
| Senckenberg Biodiversitäts- und Klimaforschungszentrum (BiK-F) | Frankfurt                                        | Biodiversität und Klimawandel |
| Senckenberg am Meer                                            | Wilhelmshaven Hamburg                            | Meeresforschung Deutsches Zentrum für Marine Biodiversitätsforschung (DZMB) |
| Senckenberg Naturhistorische Sammlungen, Dresden               | Dresden                                          | - Terrestrische Biodiversität - Mineralogie - Petrographie Geochronologie - Paläontologie |
| Senckenberg Museum für Naturkunde Görlitz                      | Görlitz                                          | - Bodenzoologie - Botanik - terrestrisch Zoologie Geologie - Geschiebelehre |
| Senckenberg Deutsches Entomologisches Institut Müncheberg      | Müncheberg                                       | Entomologie |
| Senckenberg Centre for Human Evolution and Palaeoenvironment   | Tübingen                                         | - Ältere Urgeschichte - Quartärökologie - Paläoanthropologie - Terrestrische Paläoklimatologie |
| Institut für Pflanzenvielfalt Jena                             | Jena                                             | - Digital Collectomics - Funktionelle Biodiversität der Pflanzen - Integrative Taxonomie der Pflanzen - Ökologie & Evolution der Moose                                                                                          |

## Sammlungen

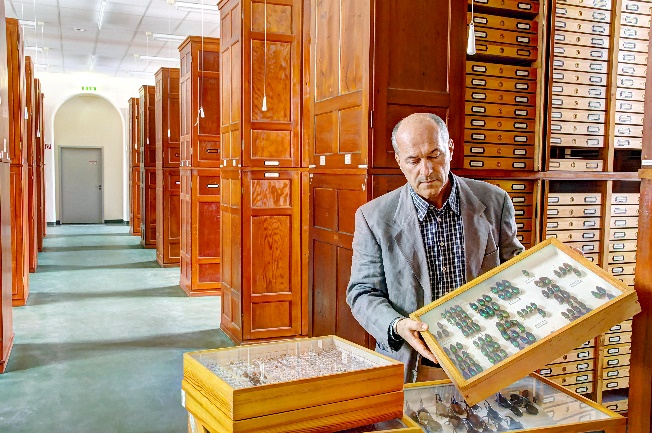
Die naturkundlichen Sammlungen der Senckenberg Gesellschaft für Naturforschung umfassen über 38 Millionen Serien.

Die Senckenberg-Forschungssammlungen umfassen über 45 Millionen Serien von fossilen und rezenten Pflanzen, Tieren und Gesteinen und gehören damit zu den umfangreichsten Kollektionen weltweit. Die Senckenberg Naturhistorischen Sammlungen in Dresden, die ihren Ursprung im 16. Jahrhundert haben, sind die weltweit ältesten naturwissenschaftlichen Sammlungen überhaupt. Neben den Instituten der SGN greifen jährlich auch hunderte Gastwissenschaftler auf diese Bestände zurück. Für eine bessere Verfügbarkeit der Sammlungsdaten werden sie unter anderem digitalisiert und dezentral an den verschiedenen Standorten verfügbar gemacht.

## Museen

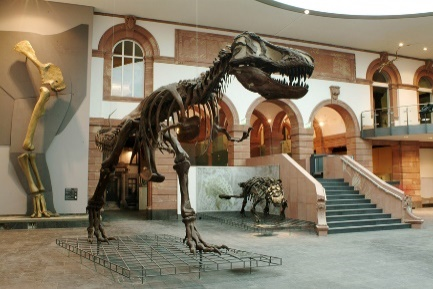
Saurierskelette im Senckenberg Naturmuseum in Frankfurt am Main

Die SGN betreibt drei Naturmuseen in Frankfurt am Main, Dresden und Görlitz. Sie verfügt über einen offiziellen Bildungsauftrag des internationalen Museumsrates ICOM.
Mit einer Fläche von insgesamt 6000 Quadratmetern und mehreren Tausend Exponaten ist das Senckenberg Naturmuseum in Frankfurt am Main eines der größten Naturkundemuseen in Europa. Mehr als 300.000 Besucher aus verschiedenen Ländern und Altersgruppen besuchen es jährlich (Stand Oktober 2016). Neben einer Dauerausstellung zu Biodiversität, Evolution und Erdentwicklung werden Sonderausstellungen zu wechselnden Themen gezeigt. Das Senckenberg Naturkundemuseum in Görlitz und die Senckenberg-Ausstellungsräume im Japanischen Palais in Dresden werden jedes Jahr zusammen von etwa 100 000 Gästen besucht (Stand Oktober 2016). Während in Görlitz ebenfalls eine Dauerausstellung mit wechselnden Sonderausstellungen gezeigt wird, sind in Dresden ausschließlich Wechselausstellungen zu sehen.
In den Museen kommen zusätzlich zu den Exponaten und klassischen Infotafeln auch technische Hilfsmittel wie Computerterminals, Dokumentarfilmkino und Audioguides zum Einsatz.2 In allen drei Häusern tragen außerdem museumspädagogische Bildungskonzepte zur Wissensvermittlung bei. Die Museumspädagogik bietet Führungen und Veranstaltungen zu verschiedenen Themen und für unterschiedliche Zielgruppen an.
Für das Senckenberg Naturmuseum Frankfurt ist ein ab 2020 beginnender Um- und Neubau geplant. Neben der Vergrößerung der Grundfläche des Museums von rund 6 000 auf 10 000 Quadratmeter wird die Ausstellung inhaltlich komplett neu konzipiert. Die Umbaukosten sind mit 56 Millionen Euro kalkuliert, die als Spenden eingeworben werden.

## Lehre
Neben Naturforschung und ihrer Vermittlung besteht eine weitere Aufgabe der Gesellschaft in der Ausbildung des wissenschaftlichen und museumstechnischen Nachwuchses. An der Senckenbergschule werden Sammlungstechniker ausgebildet. Seit 2015 bietet die Gesellschaft außerdem gemeinsam mit der Technischen Universität Dresden, mit dem es sich im Wissenschaftsverbund DRESDEN-concept befindet, und dem Internationalen Hochschulinstitut Zittau den Masterstudiengang Biodiversity and Collection Management an. Darüber hinaus ist die Gesellschaft an der Lehre 19 deutscher und 7 ausländischer Hochschulen beteiligt, hauptsächlich in bio- und geowissenschaftlichen Fächern (Erhebungszeitraum SoSe 2014 – WS 2015/2016). Auch trägt die SGN gemeinsam mit verschiedenen deutschen Universitäten 25 Kooperationsprofessuren. Die größte Verbindung besteht zur Goethe-Universität, von der sie teilweise die historischen Gebäude am Campus Bockenheim übernommen hat.

## Publikationen
Die SGN veröffentlicht hauptsächlich wissenschaftliche Zeitschriften und Monographien. Zu den Zeitschriften zählen Archiv für Molluskenkunde, Arthropod Systematics & Phylogeny, Contributions to Entomology – Beiträge zur Entomologie, Marine Biodiversity, Palaeobiodiversity and Palaeoenvironments, Soil Organisms, Vertebrate Zoology und Senckenberg Monographs.
Zwei Publikationsreihen sind eher populärwissenschaftlich ausgerichtet, darunter die im 155. Jahrgang und aktuell viermal jährlich erscheinende Mitgliederzeitschrift „Natur · Forschung · Museum“ und die Senckenberg-Bücher. Hinzu kommen museumspädagogische Materialien, Jahresberichte der SGN, weitere Einzelpublikationen rund um die Museen und Ausstellungen sowie weitere Veröffentlichungen, an denen Senckenberg als Mitherausgeber oder redaktionell beteiligt ist. Die Zeitschrift „Natur · Forschung · Museum“ setzt dabei die zuvor von der Gesellschaft zwischen 1922 und 2010 herausgegebene Zeitschrift „[Aus] Natur und Museum“ und die zwischen 1934 und 1961 ersatzweise herausgegebene „Natur und Volk“ fort.

## Von der SGN vergebene Preise und Ehrungen
Die SGN vergibt verschiedene Preise und Ehrungen, die wissenschaftliche Leistungen, engagierte Mitarbeit in der Forschung oder in der Gesellschaft oder auch besonders großzügige Spenden würdigen.
Seit 1917 wird zur Erinnerung an ihren ersten Präsidenten, Philipp Jakob Cretzschmar, in unregelmäßigen Abständen die Cretzschmar-Medaille als Auszeichnung für herausragende wissenschaftliche Leistungen vergeben.
Der Alexander-von-Humboldt-Gedächtnispreis wird seit 1992 verliehen. Mit dem Preis wird der beste wissenschaftliche Artikel in einem Senckenberg-Publikationsorgan geehrt. Der Preis wird jährlich verliehen und ist mit 6.000 EUR dotiert.
Seit 2014 verleiht die SGN einen Senckenberg-Preis in den Kategorien Natur-Forschung und Natur-Engagement, die beide mit 10.000 Euro dotiert sind. Mit dem Senckenberg-Preis für Natur-Forschung werden Forschende ausgezeichnet, „die exzellente, international sichtbare Leistungen in der Naturforschung erbracht haben“. Bisherige Preisträger sind C. Page Chamberlain (2014), Georgina Mace (2015), Craig R. Smith (2017), Thorsten Lumbsch (2018), Sandra Díaz (2019), Alexandre Antonelli (2022) und Lisa Levin (2024). Der Senckenberg-Preis für Natur-Engagement wird für „ein herausragendes privates Engagement für den Erhalt der Natur, Naturbildung und eine nachhaltige Nutzung von Naturressourcen“ vergeben. Bisherige Preisträger sind Reinhold Messner (2014), Alexander Gerst (2015), Rae Garvey (2017), Arved Fuchs (2018), Xiuhtezcatl Martinez (2019), Kristine McDivitt Tompkins (2022) und Enric Sala (2024). Die Verleihung der Senckenberg-Preise erfolgt auf der jährlich stattfindenden Senckenberg Night, einer Benefiz-Veranstaltung für Förderer der Gesellschaft.

## Geschichte

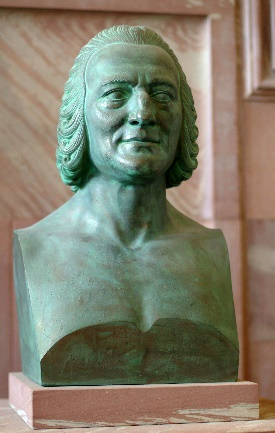
Bronzebüste von Namensgeber Johann Christian Senckenberg im Eingangsbereich des Frankfurter Haupthauses der SGN

Die SGN wurde am 22. November 1817 als Senckenbergische Naturforschende Gesellschaft in Frankfurt am Main gegründet. Ihr Namensgeber Johann Christian Senckenberg war ein Frankfurter Arzt und Naturforscher. Seine Stiftung, die Dr. Senckenbergische Stiftung, ist von der SGN jedoch institutionell unabhängig. Die Gründung geschah durch Bürger der Stadt Frankfurt und auf Anregung von Johann Wolfgang von Goethe, um Senckenbergs Erbe fortzuführen.

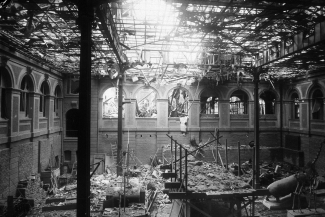
Lichthof im Senckenberg Naturmuseum Frankfurt nach Bombeneinschlag im März 1944

Die Gesellschaft präsentierte ihre naturhistorische Sammlung ab 1821 im Öffentlichen Naturalienkabinett am Eschenheimer Turm. Der Museumsbau an der Bockenheimer Warte wird seit 1907 genutzt und ist nach Plänen des Architekten Ludwig Neher errichtet. Mit dem Umzug vom Eschenheimer Turm wurden Museum und Schausammlung erstmals von Forschungsinstitut und Forschungssammlung getrennt. Am 6. Januar 1912 stellte Alfred Wegener seine Theorie der Plattentektonik auf der Hauptversammlung der Geologischen Vereinigung im Frankfurter Senckenberg-Museum erstmals der Öffentlichkeit vor. 1914 gehörte die SGN zum Kreis der Stifter der Johann Wolfgang Goethe-Universität und stellte Räumlichkeiten und Personal zur Verfügung. 1928 wurde mit der Gründung von Senckenberg am Meer durch Rudolf Richter die Basis für die Meeresforschung bei Senckenberg geschaffen.
Während des Zweiten Weltkriegs kam Senckenbergs Forschung fast zum Erliegen. Es gelang allerdings, die wissenschaftlichen Sammlungen in Frankfurt auf andere Standorte auszulagern. Arthur von Weinberg, Senckenberg-Ehrenpräsident, kam 1943 im KZ Theresienstadt zu Tode. Beim großen Angriff auf Frankfurt am 22. März 1944 wurde das nahezu leere Senckenberg-Gebäude schwer beschädigt; bis 1952 waren Forschungsinstitut und Museum wiederaufgebaut.

### Nach dem Zweiten Weltkrieg
Am 4. März 1954 wurde Senckenberg in die gemeinsame Bund-Länder-Forschungsförderung aufgenommen, aus der sich später die Wissenschaftsgemeinschaft Gottfried Wilhelm Leibniz e. V. entwickelte. Zeitgleich setzte eine Professionalisierung der Forschungsgesellschaft ein: Promovierte wissenschaftliche Angestellte ersetzten weitgehend die ehrenamtlichen Sektionäre. In den sechziger Jahren wurden außerdem die bis dahin lexikalisch aufgebauten Ausstellungen modernisiert.
In den siebziger Jahren entwickelte sich Umweltforschung zu einem neuen Schwerpunkt bei Senckenberg. Die 1969 dafür eingerichtete Außenstelle für Mittelgebirgsforschung im Spessart, die Lochmühle in Bieber, zog 2006 nach Gelnhausen um. Ebenfalls in den siebziger Jahren begann Senckenberg in der Fossilienfundstätte Messel zu graben und entdeckte dort unter anderem das Urpferdchen. Nach Protesten kaufte die Hessische Landesregierung 1991 die Stätte und verhinderte so deren Verfüllung mit Müll. 1992 stellte sie die Grube Senckenberg zur wissenschaftlichen Betreuung zur Verfügung. Daraufhin entstand eine Abteilung Messelforschung mit einer Außenstelle an der Grube. 1995 erklärte die UNESCO die Grube zum Weltnaturerbe.

### Vergrößerung durch Fusion
Nach der Wiedervereinigung vergrößerte sich Senckenberg durch verschiedene Fusionen. 1998 wurde die Taxonomische Arbeitsgruppe der Biologischen Forschungsanstalt Helgoland integriert und 2000 das Deutsche Zentrum für marine Biodiversität (DZMB) in Wilhelmshaven und Hamburg aufgebaut. Ebenfalls 2000 schloss sich das Institut für Quartärpaläontologie in Weimar Senckenberg an. 2008 entstand das LOEWE Biodiversität und Klima Forschungszentrum (BiK-F) in Frankfurt unter Beteiligung von Senckenberg, das sich 2015 als zweites Frankfurter Institut der Gesellschaft verstetigte. 2009 fusionierte Senckenberg mit dem Museum für Naturkunde in Görlitz, den Naturhistorischen Sammlungen Dresden sowie dem Deutschen Entomologischen Institut in Müncheberg. Gleichzeitig wurde unter Generaldirektor Volker Mosbrugger eine neue interne Struktur entwickelt. Die vier oben genannten Forschungsbereiche werden seitdem standortübergreifend bearbeitet. 2017 verstetigte sich das Tübinger Projekt Human Evolution and Paleoenvironment als siebtes Senckenberg-Institut. 2024 wurde in Jena mit dem Senckenberg Institut für Pflanzenvielfalt das achte Institut der Gesellschaft unter Leitung von Christine Römermann gegründet.
2008 nannte sich die Senckenbergische Naturforschende Gesellschaft in Senckenberg Gesellschaft für Naturforschung um.